# Parry (cratère)
Parry est un cratère d'impact situé sur la Lune, au sud-ouest du cratère Fra Mauro. À l'ouest et au sud-ouest se trouvent le cratère Bonpland et au sud se trouve le petit cratère Tolansky (en). Plus loin, au sud-sud-ouest, se trouve Guericke (en).